# Haiderson Hurtado
Haiderson Hurtado Palomino (ur. 25 listopada 1995) – kolumbijski piłkarz występujący na pozycji środkowego obrońcy, od 2023 roku zawodnik czeskiego Jablonca.